# Богун, Хамфри де, 3-й граф Херефорд
Хэмфри VI де Богун (англ. Humphrey VI de Bohun, ок. 1249 — 31 декабря 1298) — 3-й граф Херефорд, 2-й граф Эссекс и лорд Верховный констебль Англии с 1275, лорд-смотритель Пяти портов, лидер баронской оппозиции Эдуарду I, сын Хамфри V де Богуна, лорда Брекона, и Элеанор де Браоз, дочери Уильяма де Браоза, лорда Брекона, Абергавенни и Билта.

## Происхождение
Хамфри происходил из англо-нормандского рода Богунов. Отец Хамфри VI, Хамфри V, лорд Брекон, был активным участником восстания Симона де Монфора, 6-го графа Лестера, против короля Генриха III. Он был взят в плен в битве при Ившеме 4 августа 1265 года, в которой армия под командованием принца Эдуарда разбила восставших баронов, а Симон де Монфор погиб. Вскоре Хамфри V умер в плену от полученных в той битве ран. В отличие от отца, дед Хамфри VI, Хамфри IV, 2-й граф Херефорд и 1-й граф Эссекс, который первоначально поддерживал Симона де Монфора, в итоге перешёл на сторону короля, благодаря чему сохранил свои владения и пост лорда-констебля.

## Молодые годы
Из-за участия отца в восстании Хамфри первоначально был исключён из наследников деда. Однако в итоге после смерти деда в 1275 году именно Хамфри VI унаследовал его обширные владения в Уилтшире и Эссексе. При этом в последние годы жизни деда Хамфри был представителем деда как констебля Англии. Но часть владений, включая Плиши, Хамфри V завещал младшему сыну. Кроме того, он унаследовал большие владения матери, Элеанор де Браоз, в Валлийской марке.
Поскольку Хамфри во время смерти отца был ещё несовершеннолетним, доставшиеся ему от матери владения были взяты под опеку королём. Часть из них, включая баронство Брекон, были переданы под управление Жильбера де Клера, 6-го графа Хартфорда и 7-го графа Глостера. Под управление Хамфри эти владения перешли в 1270 году, однако реально Хамфри получил только титул, поскольку эти земли были захвачены принцем Уэльским Лливелином ап Грифидом, который воспользовался междоусобицами в Англии для увеличения своих владений.

## Участие в завоевании Уэльса
Первые годы после наступления совершеннолетия Хамфри посвятил отвоевыванию своих наследственных владений в Валлийской марке, начав частную войну против Лливелина. При этом он первое время не мог рассчитывать на помощь короля. Король Генрих III умер в 1272 году, а его наследник, Эдуард I, участвовал в Крестовом походе и вернулся в Англию только в 1274 году. Король объявил войну Лливелину только в 1277 году, поводом к ней послужило то, что Лливелин не признал Эдуарда. Однако Хамфри, прежде чем присоединиться к военным действиям, был вынужден подавлять восстание в Бреконе. Восстание Хамфри удалось подавить, более того, он смог отвоевать западные земли. После этого он присоединился к королевской армии. Военная кампания закончилась 2 января 1278 года. После этого Хамфри воспользовался передышкой, чтобы отправиться в паломничество в Испанию — в Сантьяго-де-Компостела.
Война с Уэльсом возобновилась в 1282 году, причём на этот раз это была не карательная операция, а полномасштабная завоевательная война. В войне принимал активное участие и Хамфри. Он очень ревниво относился к своему положению как наследственного констебля Англии и высказал протест против назначения Жильбера де Клера главнокомандующим в Южном Уэльсе. В итоге военных действий Ллевелин был убит, а Уэльс полностью присоединён к Англии. Однако ни Хамфри, ни Жильбер де Клер, в отличие от некоторых других баронов, не получили существенных владений на завоёванной территории. В 1294—1295 году Хамфри участвовал в подавлении восстания в Уэльсе.

## В оппозицит Эдуарду I
В 1294 году началась война между Англией и Францией, которая началась после того, как король Франции Филипп IV объявил Гасконь конфискованной после того, как Эдуард отказался явиться к нему для обсуждения недавнего конфликта между английскими, гасконскими и французскими моряками. Для финансирования дорогостоящей войны Эдуард ввёл несколько налогов. А на заседании парламента в Солсбери в феврале 1297 года король потребовал от своих графов принять участие в войне, что вызвало их недовольство. Маршал Англии Роджер Биго, 5-й граф Норфолк, опротестовал королевские требования о явке на военную службу. Биго заявлял, что военная повинность распространяется на службу при короле: если король намерен отплыть во Фландрию, он не может посылать своих подданных в Гасконь.
Во время заседания парламента в Солсбери Хамфри сопровождал двух из дочерей короля в Брабант, и не мог на нём присутствовать. Однако после возвращения в Англию он присоединился к протесту графа Норфолка. Кроме того, к оппозиции королю также присоединились Ричард Фицалан, 8-й граф Арундел и Уильям де Бошан, 9-й граф Уорик. Главными причинами протеста были высокие налоги, вызванные непрерывными войнами короля в Уэльсе, Шотландии и Франции. Протест баронов поддержал и архиепископ Кентерберийский Роберт Уинчелси. Для Хамфри в оппозиции королю существовали также личные мотивы, поскольку он чувствовал себя оскорблённым и видел угрозу своим привилегиям.
На встрече за пределами Лондона Хамфри произнёс страстную речь, возражая против злоупотребления королём властью и требуя восстановления древних привилегий. В июле Хамфри и Роджер Биго представили серию жалоб, известных как «Увещевания», в них опротестовывались грабительские суммы налогов. Обескураженный Эдуард затребовал утверждение ещё одного налога. Это выглядело провокацией, так как король искал согласие только с небольшой группой магнатов а не с представителями общин в Парламенте. Но пока Эдуард находился в деревне Уинчесли (Восточный Суссекс), готовя кампанию во Фландрии, Хамфри и Роджер Биго захватили казначейство, чтобы предотвратить сбор налогов.
Когда король покинул страну с сильно урезанным войском, страна казалась на грани гражданской войны. Но ситуация разрешилась поражением англичан в битве на Стирлингском мосту. Новая угрозе стране сплотили короля и магнатов. Эдуард заключил перемирие с королём Франции, остановив там военные действия. Также подписал лат. Confirmatio cartarum — подтверждение великой Хартии вольностей и Лесной Хартии, после чего дворянство согласилось служить королю во время шотландской кампании. Графы в ответ согласились участвовать в военных действиях. Хамфри в составе королевской армии участвовал в победной для англичан битве при Фалкирке в 1298 году. Однако после сражения Хамфри покинул короля, что вынудило того прекратить военную кампанию.
Хамфри умер 31 декабря 1298 года в Плиши. Его похоронили в Уолденском монастыре в Эссексе. Наследовал ему единственный сын Хамфри VII.

## Брак и дети
Жена: с 1275 Матильда де Фиенн (ум. 6 ноября до 1298), дочь Ангеррана II, сеньора де Фиенн, и Изабеллы де Конде. Дети:
- Хамфри VII (1276 — 16 марта 1321/1322), 4-й граф Херефорд, 3-й граф Эссекс и наследственный Лорд Верховный констебль Англии с ок. 1298.